# Avgodectes

Avgodectes (лат.) — невалидный род птерозавров. Его биноминальным названием является Avgodectes pseudembryon, что можно перевести как «ложноэмбрионный яйцеед» (слово αυγό, «яйцо», взято из современного греческого языка). Вид был назван так Дэвидом Питерсом в 2004 году и основан на образце птерозавра, найденного в яйце. В то время, как сделавшие находку китайские учёные Ван и Чжоу определили его как невылупившийся эмбрион птерозавра из семейства Ornithocheiridae, Питерс интерпретировал находку как крошечный экземпляр взрослого анурогнатида. Образец найден в нижнемеловых отложениях Китая.
Питерс дал образцу такое название потому, что скелет был одного размера с большинством взрослых анурогнатид. Он выдвинул гипотезу, что предполагаемый эмбрион мог быть взрослым анурогнатидом, который погиб во время поедания содержимого яйца динозавра, достаточно большого, чтобы вместить его целиком. Эта интерпретация не была принята другими исследователями птерозавров; Крис Беннетт, например, указывал в качестве доказательства — и китайские коллеги с ним согласились — что концы длинных костей образца изначально были хрящами, а не окостенели, что указывает на то, что животное не было взрослым во время своей смерти. Беннетт солидарен с авторами находки, что образец, скорее всего, представляет собой зародыш птерозавра внутри яйца. Питерс признал свою ошибку в 2005 году, когда были найдены другие яйца птерозавров. Это второе яйцо из Китая, бесспорно принадлежавшее представителю семейства Ornithocheiridae.